# Olga Sánchez Cordero
Sánchez Cordero  Dávila est un nom espagnol. Le premier nom de famille, en général paternel, est Sánchez Cordero ; le second, en général maternel, souvent omis, est Dávila.
Olga Sánchez Cordero, née le 16 juillet 1947 à Mexico, est une magistrate et femme politique mexicaine. Après avoir été une des ministres de la Cour suprême de justice de la Nation, entre janvier 1995 et novembre 2015, elle a été secrétaire à l'Intérieur dans le gouvernement López Obrador, de décembre 2018 à août 2021. 
De 2021 à 2022, elle est présidente du Sénat de la République.

## Biographie
Olga María del Carmen Sánchez-Cordero Dávila naît le 16 juillet 1947 à Mexico. Elle étudie le droit à l'université nationale autonome du Mexique (UNAM).
Pendant sa carrière judiciaire, elle est magistrate du Tribunal supérieur de Justice de la capitale, et a également été professeure à l'UNAM et dans diverses universités du pays.
Le président Ernesto Zedillo la propose comme ministre de la Cour suprême en 1995, en l'assignant à la première salle civile et pénale. Le Sénat vote en faveur de cette proposition le 26 janvier 1995, et elle prend ses fonctions le 1er février. Elle est la neuvième femme à occuper un siège à la Cour suprême et la première femme notaire publique du Mexique. Elle est considérée comme une des ministres les plus libérales de la Cour et a dès lors été désignée comme une des avocates et juristes les plus importantes du Mexique. Lors de son mandat elle est notamment rapporteure du dossier Florence Cassez qui conduira à l'annulation de la condamnation et à la libération de la ressortissante française.
Lors des élections fédérales de juillet 2018, elle se présente aux sénatoriales pour le Mouvement de régénération nationale, qu'elle remporte. Elle quitte son siège le 29 novembre après avoir été nommée secrétaire à l'Intérieur dans le gouvernement López Obrador.
Elle prend ses fonctions le 1er décembre 2018 et devient alors la première femme à occuper ce poste. Afin de mieux lutter contre le narcotrafic, elle se positionne à contrepieds de la politique répressive des gouvernements précédents, qui s'est soldée par un échec et 200 000 morts, et a pour projet de dépénaliser la marijuana.
Elle a pris position pour le droit à l'avortement, qui n'existe actuellement que dans la ville de Mexico, et affirme que le gouvernement prévoit de dépénaliser l'interruption volontaire de grossesse (IVG) dans tout le pays.
En 2019, Olga Sánchez Cordero dirige les conférences du matin après l'infection au covid-19 d'AMLO.